# العلاقات الأرجنتينية السويدية
العلاقات الأرجنتينية السويدية هي العلاقات الثنائية التي تجمع بين الأرجنتين والسويد.

## مقارنة بين البلدين
هذه مقارنة عامة ومرجعية للدولتين:
| وجه المقارنة                                              | الأرجنتين                                               | السويد                                                                               |
| --------------------------------------------------------- | ------------------------------------------------------- | ------------------------------------------------------------------------------------ |
| المساحة (كم2)                                             | 2.78 مليون                                              | 450.30 ألف                                                                           |
| عدد السكان (نسمة)                                         | 44.27 مليون                                             | 10.16 مليون                                                                          |
| الكثافة السكانية (ن./كم²)                                 | 15.92                                                   | 22.56                                                                                |
| العاصمة                                                   | بوينس آيرس                                              | ستوكهولم                                                                             |
| اللغة الرسمية                                             | اللغة الإسبانية                                         | اللغة السويدية، لغات السامي، اللغة الفنلندية، منكيلي، اللغة الرومنية، اللغة اليديشية |
| العملة                                                    | البيزو الأرجنتيني 1983 ‏، بيزو أرجنتيني، أسترال أرجنتيني | كرونة سويدية                                                                         |
| الناتج المحلي الإجمالي (بليون دولار)                      | 637.59 مليار                                            | 538.04 مليار                                                                         |
| الناتج المحلي الإجمالي (تعادل القوة الشرائية) بليون دولار | 883.02 مليار                                            | 469.01 مليار                                                                         |
| الناتج المحلي الإجمالي الاسمي للفرد دولار أمريكي          | 13.43 ألف                                               | 50.58 ألف                                                                            |
| الناتج المحلي الإجمالي للفرد دولار أمريكي                 |                                                         | 45.30 ألف                                                                            |
| مؤشر التنمية البشرية                                      | 0.827                                                   | 0.907                                                                                |
| رمز المكالمات الدولي                                      | +54                                                     | +46                                                                                  |
| رمز الإنترنت                                              | .ar                                                     | .se                                                                                  |
| المنطقة الزمنية                                           | 00                                                      | توقيت وسط أوروبا، ت ع م+01:00، ت ع م+02:00، أوروبا/ستوكهولم ‏                         |

## منظمات دولية مشتركة
يشترك البلدان في عضوية مجموعة من المنظمات الدولية، منها:
| علم المنظمة | اسم المنظمة                               | تاريخ انضمام الأرجنتين | تاريخ انضمام السويد |
| ----------- | ----------------------------------------- | ---------------------- | ------------------- |
|             | البنك الإفريقي للتنمية                    | ?                      | ?                   |
|             | المنظمة الهيدروغرافية الدولية             | ?                      | ?                   |
|             | منظمة الشرطة الجنائية الدولية             | ?                      | ?                   |
|             | الاتحاد البريدي العالمي                   | ?                      | ?                   |
|             | منظمة التجارة العالمية                    | ?                      | 1995                |
|             | الفريق المعني برصد الأرض                  | ?                      | ?                   |
|             | مجموعة الموردين النوويين                  | ?                      | ?                   |
|             | مؤسسة التنمية الدولية                     | 3 أغسطس 1962           | 24 سبتمبر 1960      |
|             | مؤسسة التمويل الدولية                     | 13 أكتوبر 1959         | 20 يوليو 1956       |
|             | منظمة حظر الأسلحة الكيميائية              | ?                      | ?                   |
|             | الأمم المتحدة                             | 24 أكتوبر 1945         | 19 نوفمبر 1946      |
|             | الاتحاد الدولي للاتصالات                  | 1889                   | 1866                |
|             | البنك الدولي للإنشاء والتعمير             | 20 سبتمبر 1956         | 31 أغسطس 1951       |
|             | مجموعة أستراليا                           | 1993                   | 1991                |
|             | المركز الدولي لتسوية المنازعات الاستشارية | 18 نوفمبر 1994         | 28 يناير 1967       |
|             | وكالة ضمان الاستثمار متعدد الأطراف        | 11 فبراير 1992         | 12 أبريل 1988       |
|             | نظام تحكم تكنولوجيا القذائف               | 1993                   | 1991                |
|             | يونسكو                                    | 15 سبتمبر 1948         | 23 يناير 1950       |

## أعلام
هذه قائمة لبعض الشخصيات التي تربطها علاقات بالبلدين:
- أندور ليلينتال (5 مايو 1911 – 8 مايو 2010)
- جيدون ستالبرغ (لاعب شطرنج سويدي، 26 يناير 1908[21][22] – 26 مايو 1967[21][22])
- جينيفر دالغرين (رامية مطرقة أرجنتينية، 21 أبريل 1984 – )
- خوسيه غونزاليس (31 يوليو 1978[23] – )
- كارلا بيترسون (ممثلة أرجنتينية، 6 أبريل 1974[24] – )
- ليوبولدو توري نيلسون (5 مايو 1924[25][26][27] – 8 سبتمبر 1978[25][26][27])
- مارتن آلوند (لاعب كرة مضرب أرجنتيني، 26 ديسمبر 1985 – )

## وصلات خارجية
- موقع وزارة الخارجية الأرجنتينية
- موقع وزارة الخارجية السويدية